# Batalha de Granada (1779)

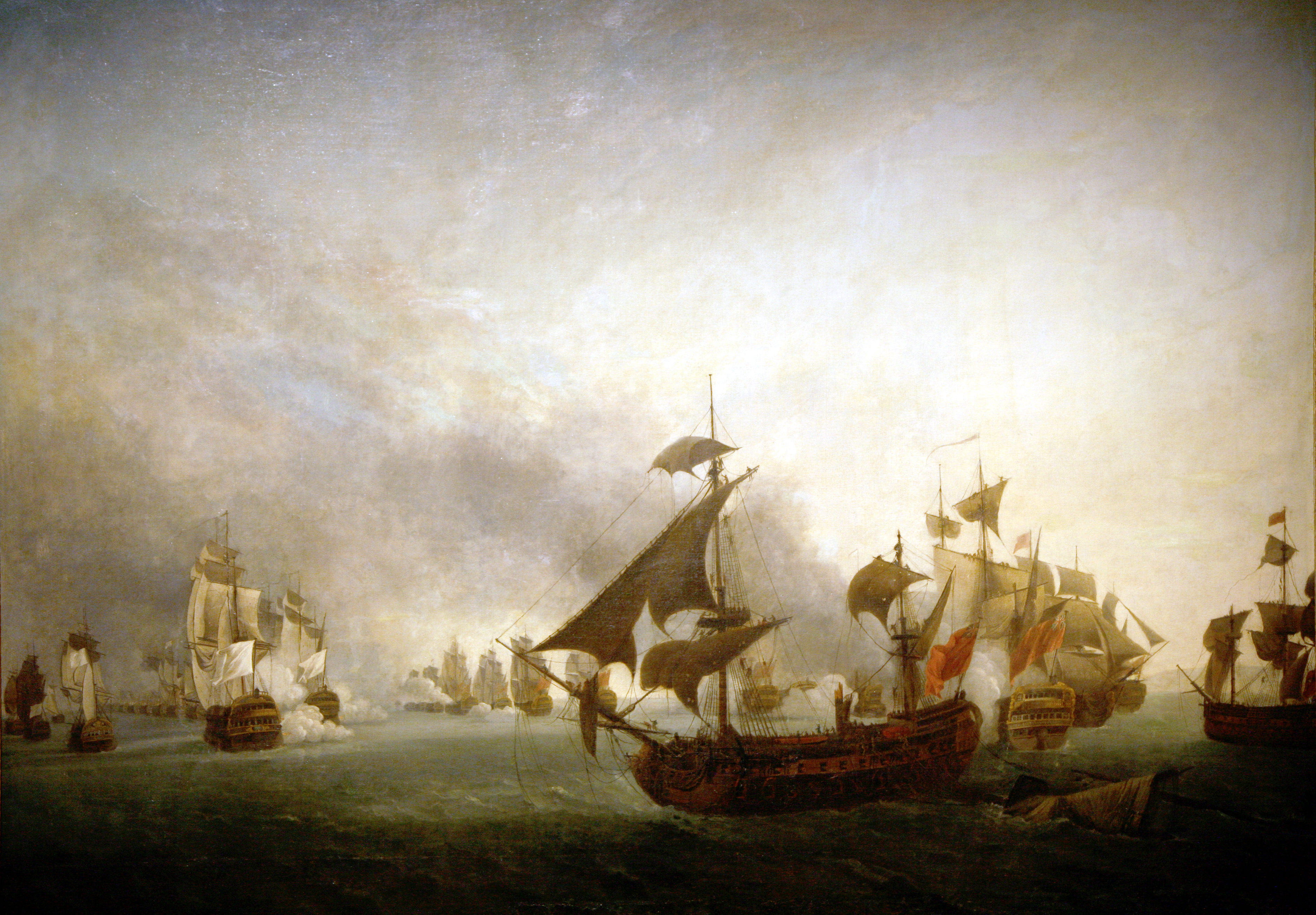
Batalha de Granada, Jean-François Hue

A Batalha de Granada ocorreu em 6 de julho de 1779 durante a Guerra Revolucionária Americana nas Índias Ocidentais entre a Marinha Real Britânica e a Marinha Francesa, ao largo da costa de Granada. A frota britânica do almirante John Byron (o avô de Lord Byron) havia navegado na tentativa de socorrer Granada, que as forças francesas do conde Charles Henri Hector d'Estaing haviam acabado de capturar.
Acreditando incorretamente que tinha superioridade numérica, Byron ordenou uma perseguição geral para atacar os franceses quando eles deixassem seu ancoradouro em Granada. Por causa do ataque desorganizado e da superioridade francesa, a frota britânica foi gravemente atacada no confronto, embora nenhum navio tenha sido perdido em nenhum dos lados. O historiador naval Alfred Thayer Mahan descreveu a perda britânica como "a mais desastrosa ... que a Marinha britânica havia encontrado desde Beachy Head, em 1690".